# Jean-Baptiste Molin
Pour les articles homonymes, voir Molin.
Jean-Baptiste Molin est un homme politique français né le 24 août 1789 à Riom (Puy-de-Dôme) et décédé le 22 avril 1880 à Paris.
Militant libéral, adhérent à la charbonnerie sous la Restauration, il est député du Puy-de-Dôme de 1830 à 1831 et 1834 à 1846, siégeant dans la majorité soutenant les ministères de la Monarchie de Juillet.